# Ligerz
Ligerz (berndeutsch [ˈlɪg̊əɾd̥s]/[ˈlɪg̊əɾts], französisch Gléresse, frankoprovenzalisch [jərɛs]/[jœrɛs]) ist ein Dorf und eine Einwohnergemeinde sowie eine Burgergemeinde im Schweizer Kanton Bern. Sie gehört zum Verwaltungskreis Biel/Bienne. Die ehemals selbständige reformierte Kirchgemeinde Ligerz bildet seit dem 1. Januar 2010 gemeinsam mit der ehemaligen Kirchgemeinde Twann-Tüscherz die fusionierte Kirchgemeinde Pilgerweg Bielersee.
Die Gemeinde umfasst auch die Weiler Schernelz, Bipschal und das westlich des Twannbachs gelegene Kleintwann. Der südwestlich angrenzende deutschsprachige Weiler Schafis (frz. Chavannes) gehört politisch zu La Neuveville, postalisch zu Ligerz.

## Geographie
Ligerz liegt im Berner Seeland am Nordufer des Bielersees. Die Nachbargemeinden von Norden beginnend im Uhrzeigersinn sind Plateau de Diesse, Twann-Tüscherz und La Neuveville.

## Geschichte

Ligerz 1954

Die Anwesenheit von Menschen von der Bronzezeit bis in die Römerzeit ist durch Streufunde belegt; beim benachbarten Schafis ist eine jungsteinzeitliche Siedlung nachgewiesen. Die in einer Abschrift von 1441 überlieferte früheste Erwähnung des Ortes als Lieresse geht auf das Jahr 1178 zurück, 1218 ist ein Volmarus de Liegerche bezeugt. Der Ortsname ist wahrscheinlich eine Ableitung von frankoprovenzalisch als Flurname häufig belegtem gllère < lat. glārea ‹Kies(-boden), Ufergeröll› mit dem Suffix -esse < -īcia.

## Bevölkerung
Ligerz ist zu 90,2 % eine deutschsprachige Gemeinde. 6,4 % sind französischsprachig.

## Politik
Gemeindepräsidentin ist Brigitte Wanzenried Stucki (Stand 2025).
Die Stimmenanteile der Parteien anlässlich der Nationalratswahl 2023 betrugen: SVP 26,2 % (+5,9 %), SP 20,0 % (+6,2 %), GPS 16,2 % (−0,2 %), FDP 11,5 % (−0,9 %), glp 10,6 % (+2,0 %), Mitte 10,2 % (−12,0 %), EDU 2,5 % (+2,3 %), EVP 0,5 % (−1,4 %).

## Kunst, Kultur
Von 2005 bis 2010 fand in Ligerz die Ligerzer Opernwerkstatt statt.

## Sehenswürdigkeiten
- Kirche oberhalb des Dorfes
- Rebbaumuseum am Bielersee (Hof Ligerz)

## Verkehr
Das Dorf liegt an der Bahnstrecke Lausanne–Biel/Bienne der Schweizerischen Bundesbahnen. In dessen unmittelbarer Nähe steht die Talstation der Standseilbahn Vinifuni Ligerz–Prêles. Die Einspurigkeit der SBB-Strecke soll durch den Ligerztunnel enden, wobei der Halt Ligerz bereits im Dezember 2024 aufgehoben wurde. Seither werden Ersatzbusse angeboten. Ausserdem gibt es eine Schiffslandestelle der Bielersee-Schifffahrts-Gesellschaft und der Société de navigation sur les lacs de Neuchâtel et Morat (LNM).

## Persönlichkeiten
- Amanda Tröndle-Engel (1861–1956), Pädagogin und Malerin
- Walter Clénin (1897–1988), Künstler, Professor für bildende Kunst; seit 1977 Ehrenbürger von Ligerz
- Barbara Lischetti (1954–2003), Juristin
- Bruno Martin (* 1961), Winzer und Grossrat (parteilos).

## Impressionen

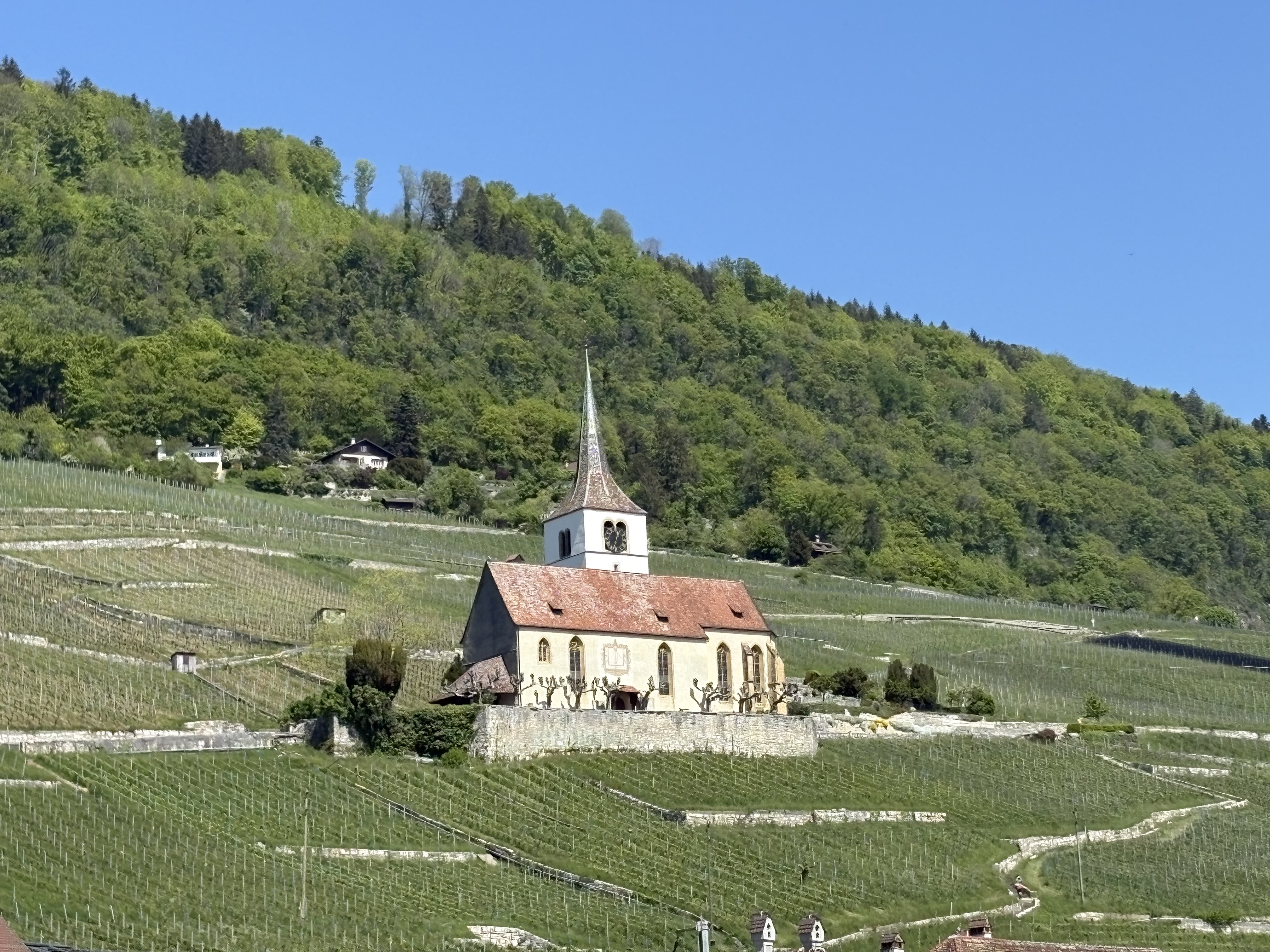
Kirche
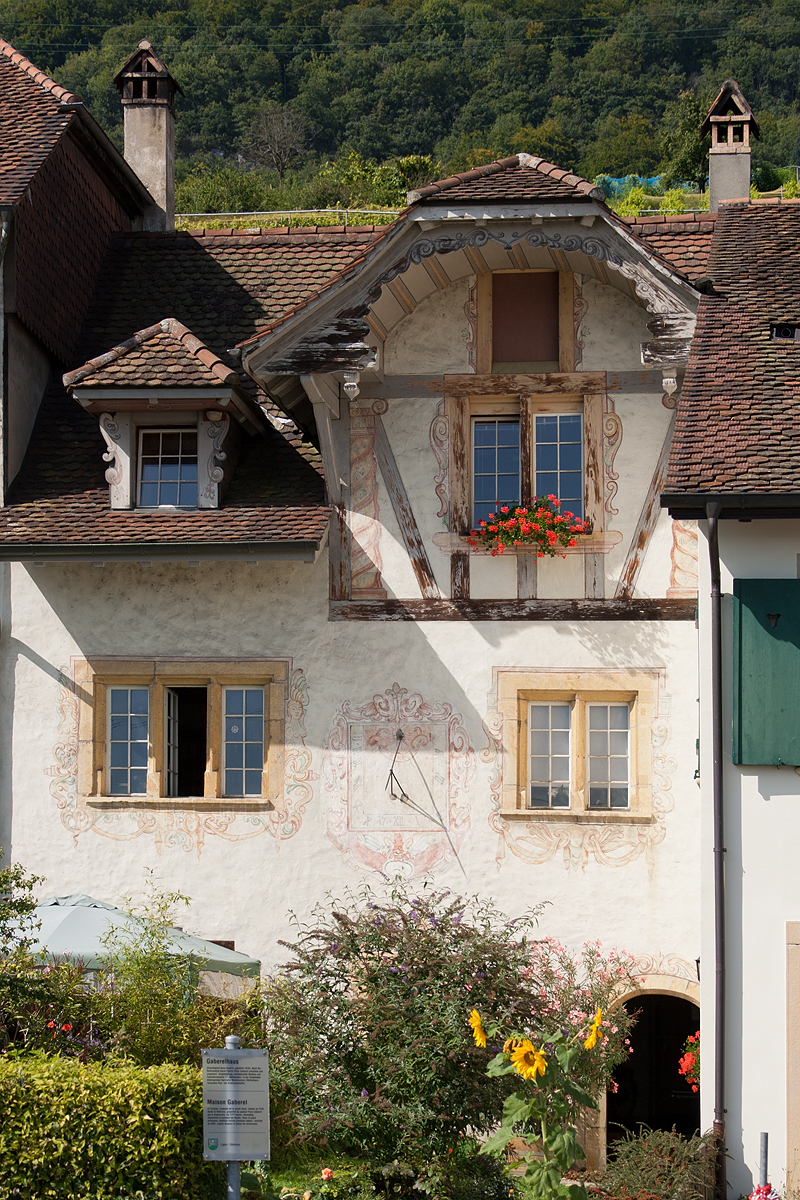
Gaberelhaus
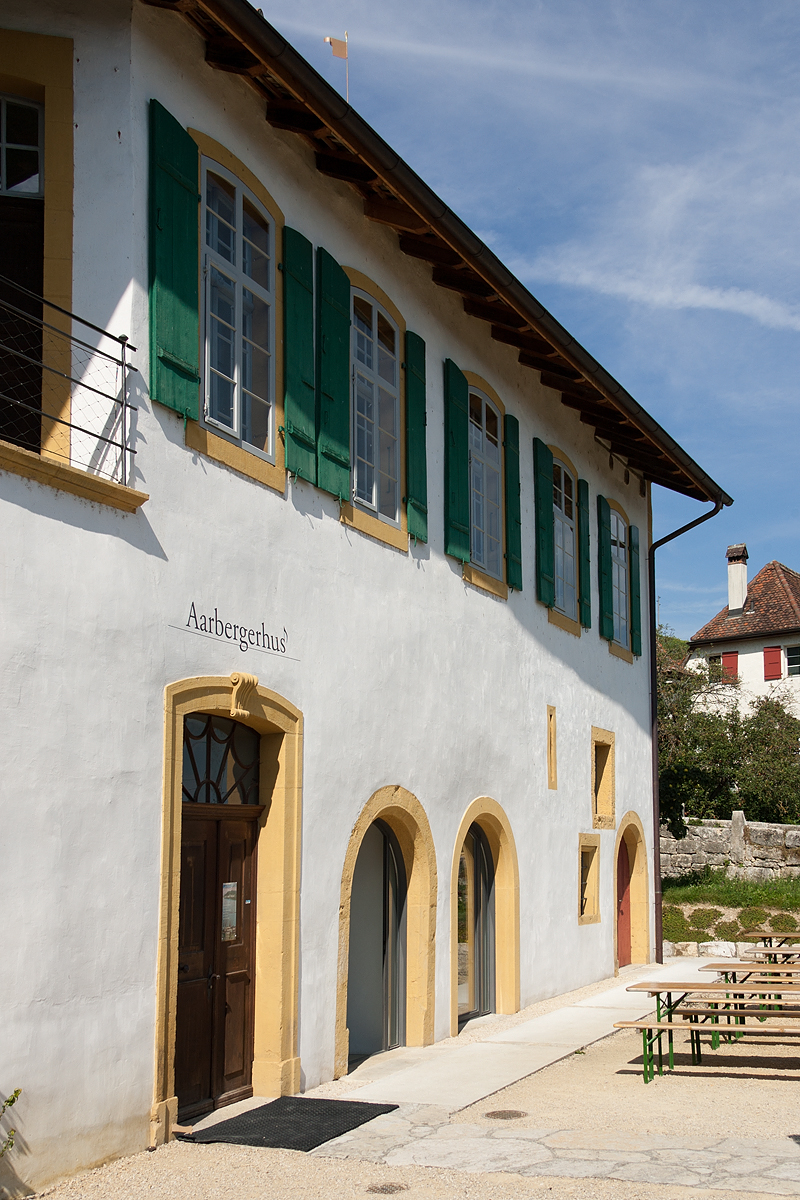
Aarberger-haus
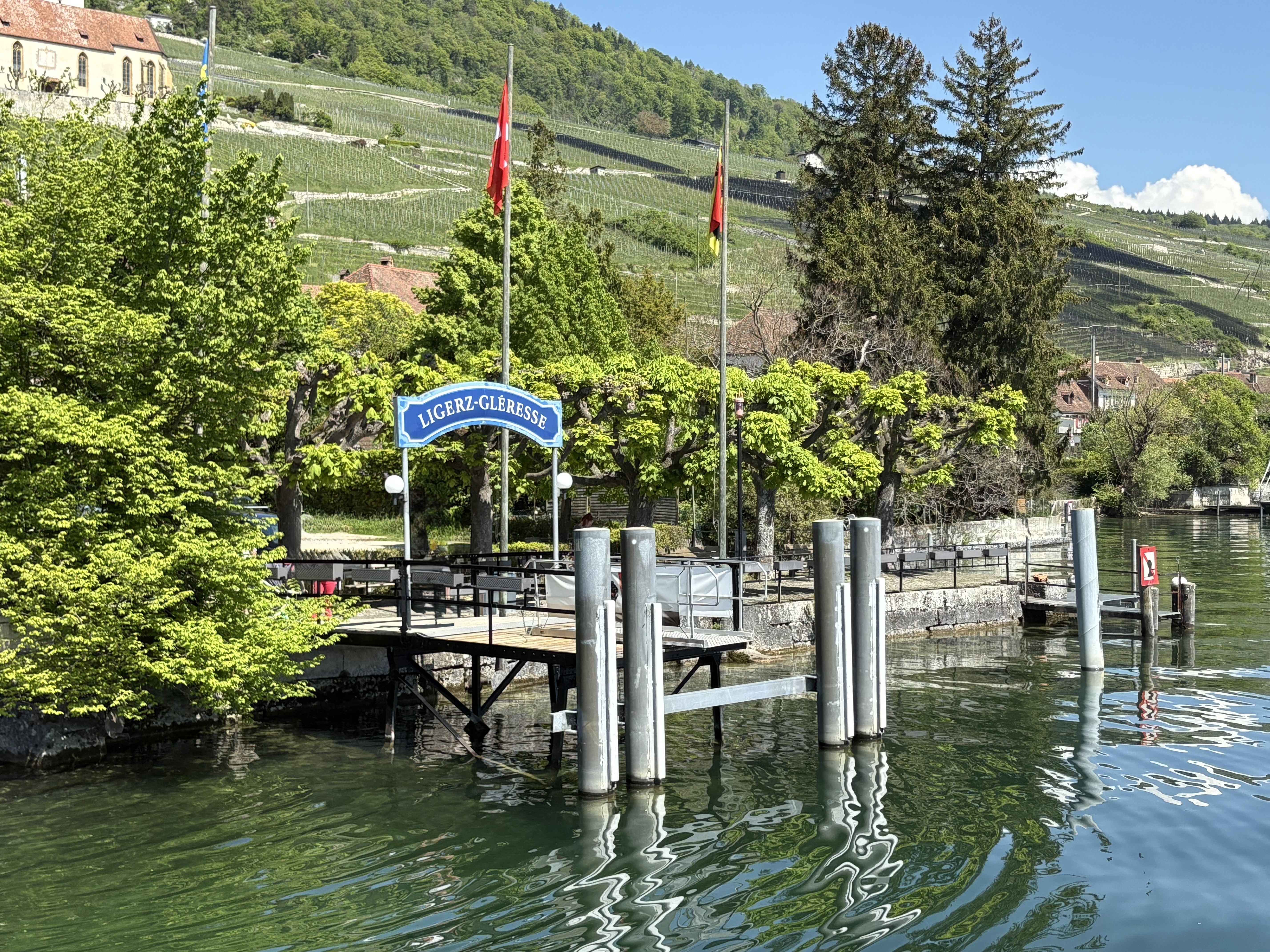
Schiffsteg
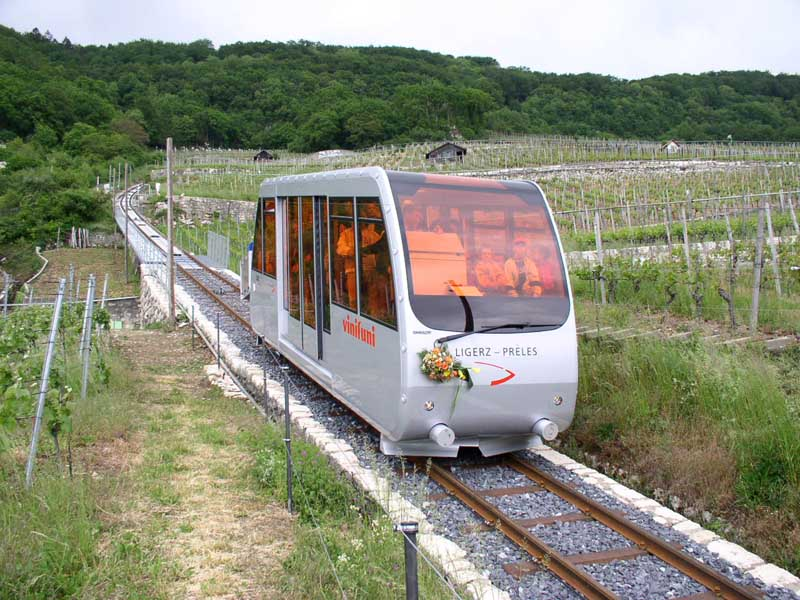
Standseilbahn Ligerz–Tessenberg